# UA-Футбол
UA-Футбол — украинский футбольный портал. Главный редактор — Сергей Швец. По состоянию на февраль 2024 г. сайт входит в пятерку наиболее посещаемых спортивных ресурсов Украины по версии Similarweb.

## История
Сайт начал работу 12 июля 2002 года в сотрудничестве с новостным порталом «Обозреватель» и спортивной редакцией телеканала «Интер». Руководителем проекта был Павел Черепин, а главным редактором — Павел Булах. Весной 2003 года сотрудничество с Обозревателем и Интером прекращено. С 2011 года Павел Черепин отошёл от проекта.
В 2009 году проект присоединился к холдингу Open Media Group. В 2011 году сайт вошёл в пятёрку самых популярных спортивных сайтов Украины. В декабре 2012 года коллектив сайта покинул главный редактор Павел Булах и группа журналистов, создавшие проект Footboom.com. Позже, главным редактором стал Константин Довгань. С сезона 2013/14 сайт начал вести трансляции Первой лиги Украины. В октябре 2015 года сайт подвергся хакерской атаке. Сотрудники «UA-Футбол» связали её с публикацией о перекупщиках билетов на матч квалификации чемпионата Европы 2016 Украина — Испания. В октябре 2016 года сайт стал информационным партнёром любительской футзальной лиги Украины и школьной футзальной лиги Украины в сезоне 2016/17.
Сайт был заблокирован на территории России в марте 2017 года и апреле 2022 года.